# Cima dell'Asnas
La Cima dell'Asnas è una montagna delle Alpi Biellesi alta 2.039 m s.l.m.. Sul suo punto culminante convergono i territori di tre frazioni montane dei comuni di Valle San Nicolao, Camandona e Bioglio, tutti in provincia di Biella.

## Descrizione
La montagna è situata sulla costiera che, staccandosi dallo spartiacque Sessera-Cervo in corrispondenza della Punta del Manzo (2505 m s.l.m.), si dirige verso est dividendo il solco principale della Valsessera (a sud) dal vallone della Dolca, un importante affluente in sinistra idrografica del Sessera. Tale costolone in corrispondenza della Cima dell'Asnas dirama verso sud un crinale che comprende la Colma del Balmello (1918 m s.l.m.) e definisce la valletta bagnata dal rio Caramalo, un altro affluente del Sessera.
Il versante affacciato sulla Valsessera è principalmente erboso mentre quello sul lato Dolca è più aspro e cespuglioso.
Sulla cima si trova il punto geodetico trigonometrico dell'IGM denominato Cima Dell'Asnas (cod.030021).
Dalla vetta si gode di una bella vista sulle montagne circostanti.

## Accesso alla vetta

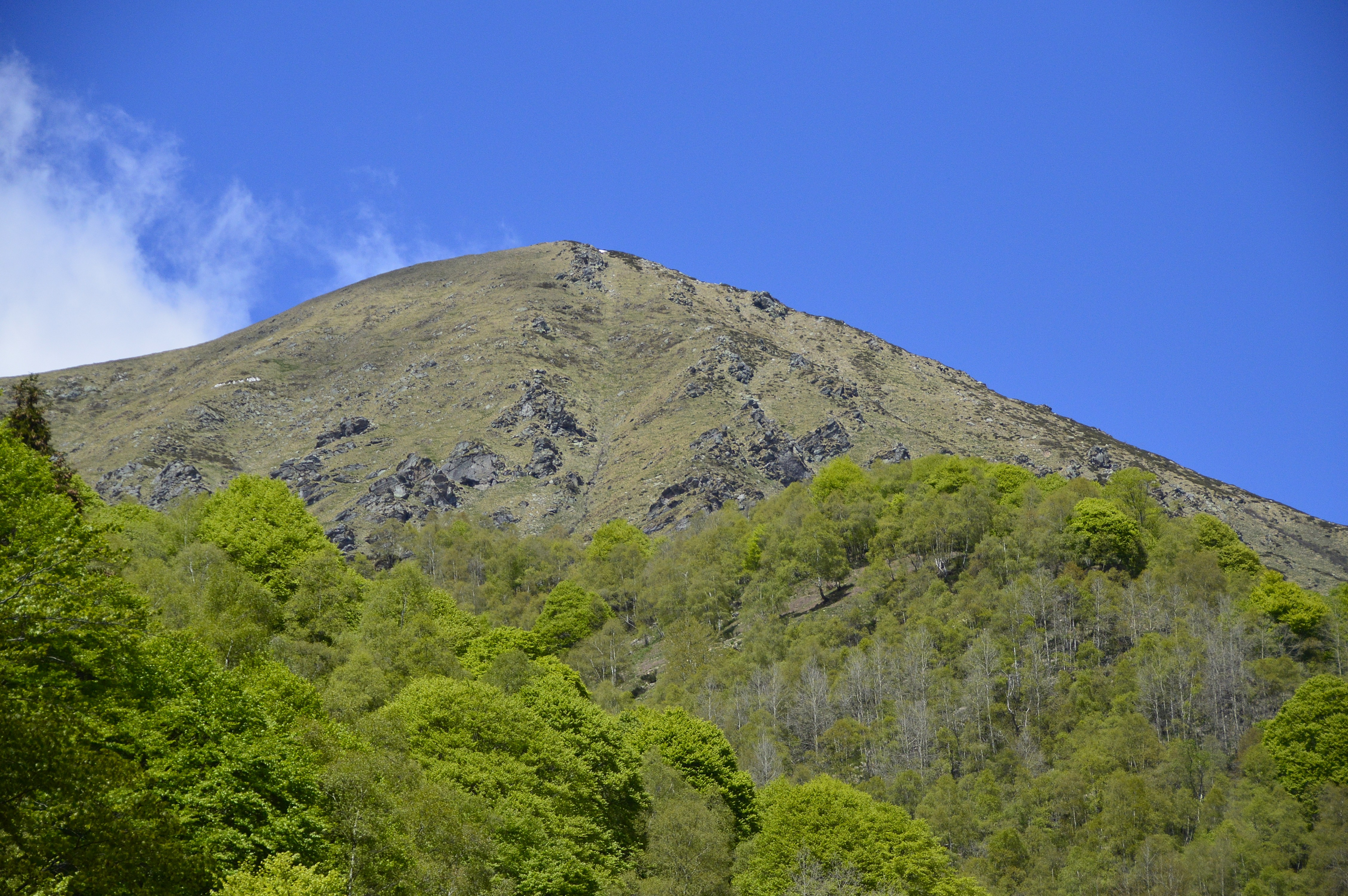
Il versante sud

La cima della montagna è accessibile dal fondovalle della Valsessera (casa del Pescatore) per un sentiero che transita per l'Alpe Balma delle Basse e l'omonima bocchetta oppure percorrendo il costolone sud e scavalcando la Colma del Balmello.
La montagna d'inverno è accessibile con gli sci con una difficoltà stimata in MS.
Per la Cima dell'Asnas avrebbe dovuto transitare l'impianto sciistico di collegamento tra la stazione biellese di Bielmonte e quella valsesiana dell'Alpe di Mera, un progetto che è ormai stato abbandonato sia per l'innevamento in genere insufficiente sia perché valutato poco proponibile da un punto di vista tecnico. Ad esempio i pendii della montagna esposti a nord, sui quali avrebbe dovuto essere allestita una delle piste, sono stati valutati inadatti per essere percorribili con soddisfazione e in sicurezza da parte di sciatori ordinari.